# Korinthkanalen

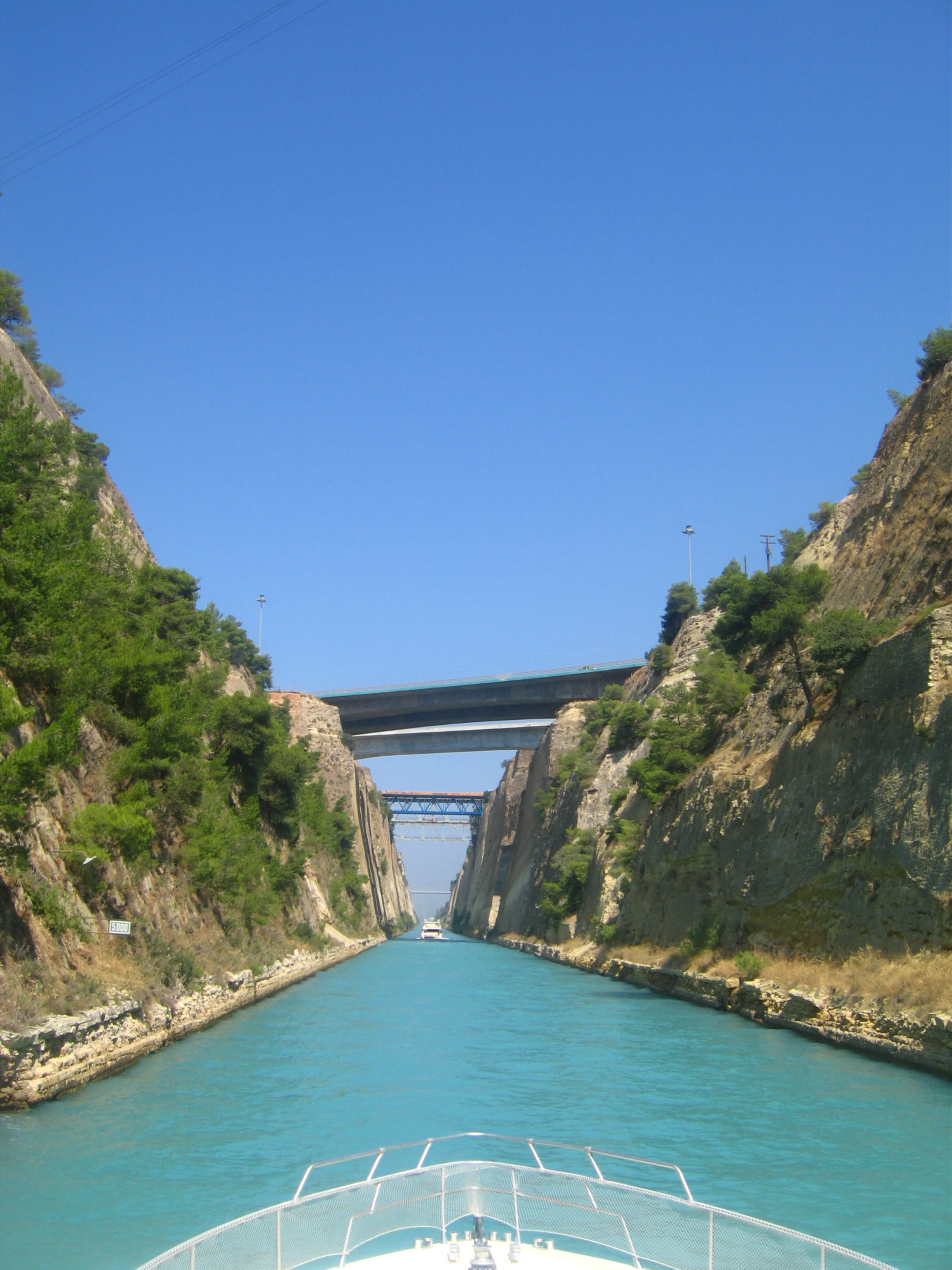
Korinthkanalen genom Korintiska näset

Korinthkanalen, eller Korintiska kanalen, är en viktig sjötransportled genom Korintiska näset i Grekland. Genom att förbinda Korintiska viken och Saroniska bukten kan vägen för en båt förkortas med upp till 185 sjömil (ca 340 km).
Korinthkanalen konstruerades 1882–1893. Den är 6 346 m lång, har ett djup på 7,5–8 m och bredden anges vara 24,6 m vid vattenytan och 21,3 m vid botten. Kanalen karaktäriseras av sina näst intill lodräta väggar på upp till 87 meter. Noterbart för kanalen är också att den i båda ändar har en ovanlig konstruktion med sänkbroar.
Ett försök att gräva en kanal här gjordes redan år 67 av kejsar Nero, men brist på kapital och Neros död strax därefter gjorde att projektet avbröts. Långt tidigare, år 602 f.Kr. hade Periander av Korinth en idé att gräva en kanal, men gav upp detta till förmån för en transportled över land för skeppslaster och även mindre båtar.